# Twice Lost:Time
Twice Lost：Time 是由JTBC電視台製作並於JTBC和Naver V app 播出的特別節目，呼應Twice與手游Lost Time的代言。由郭時暘主持。

## 故事
世界沒有童話，因為童話裡的重要物品消失。Twice 九人 要在300分鐘（五小時內，不包括旅行時間），完成一連串任務，把童話裡的物品找出。
| 成員 | 故事           | 物品   |
| 娜璉 | 《長髮姑娘》   | 頭髮   |
| 定延 | 《木偶奇遇記》 | 仙女衣 |
| Momo | 《睡公主》     | 紡車   |
| Sana | 《小美人魚》   | 海螺   |
| 志效 | 《薔花紅蓮傳》 | 蓮花   |
| Mina | 《美女與野獸》 | 玫瑰   |
| 多賢 | 《白雪公主》   | 蘋果   |
| 彩瑛 | 《小美人魚》   | 弓箭   |
| 子瑜 | 《灰姑娘》     | 玻璃鞋 |